# Mr Hudson
Mr Hudson, de son vrai nom Benjamin Hudson McIldowie, est un chanteur anglais né en 1979 à Birmingham au Royaume-Uni. Issu de la nouvelle génération de Pop Alternative, son univers mélange la pop, l'electro, le R'n'B et le rap. Mr Hudson est signé sur le label GOOD Music de Kanye West.

## Biographie
L'une de ses premières apparitions est aux "JUMPOFF producer battles" en 2005. Mr Hudson, fait des débuts remarqués après avoir été au "Later with Jools Holland" (Show TV Britannique), le 8 décembre 2006.
Il enregistre au départ sous le nom de Mr Hudson & The Library, avec un groupe composé de Joy Joseph (Steel Pan, voix, percussions), Torville Jones (piano), Maps Huxley (alias Robin French, guitare basse) et Andrew "Wilkie" Wilkinson (batterie). En 2007, le premier album de Mr Hudson A Tale Of Two Cities sort donc sous le nom de Mr Hudson & The Library. L'album reçoit une bonne critique du public britannique et ils ont été nommés comme "Meilleur Nouveau Groupe" aux UK Festival Awards 2007. Ils entament une tournée de 12 dates à travers le Royaume-Uni et seront en compagnie d'Amy Winehouse, Paulo Nutini, Mika et Groove Armada.
En 2008, Mr Hudson signe en solo sur le label GOOD Music de Kanye West se retrouve sur son quatrième album, 808s and Heartbreak, pour le titre "Paranoid". Il coproduit également "Street Lights", et apparaît sur les titres "Say You Will" et "Amazing". Kanye West déclare alors : « Je crois que Mr Hudson a le potentiel d'être plus grand que moi, d'être l'un des artistes les plus importants de sa génération ».
En septembre 2009, Mr Hudson est présent sur le 11e album de Jay-Z, The Blueprint 3, sur le 4e single de l'album qui s'intitule "Young Forever" produit par Kanye West. Le titre reprend un sample de "Forever Young" d'Alphaville.
À l'automne 2009, Mr Hudson accompagne Calvin Harris lors de sa tournée au Royaume-Uni. Hudson sort son 2e album en octobre 2009, Straight No Chaser, cette fois-ci sans The Library.
En 2015, il collabore avec le groupe Duran Duran, originaire de la même ville que lui, sur l'album Paper Gods.

## Discographie

### Singles
- 2007 : Too Late Too Late
- 2008 : There Will Be Tears
- 2009 : Supernova (featuring Kanye West)
- 2009 : White Lies
- 2006 : Anyone But Him (featuring Kanye West)

### Singles en collaboration
- 2009 : Paranoid (Kanye West featuring Mr Hudson)
- 2009 : Everithing Is Broken (Kid Cudi featuring Mr Hudson)
- 2010 : Young Forever (Jay-Z featuring Mr Hudson)
- 2010 : Playing With Fire (N-Dubz featuring Mr Hudson)
- 2011 : Breathe (Ryan Leslie featuring Mr Hudson)
- 2011 : Why I Love You (Jay-Z & Kanye West featuring Mr Hudson)
- 2013 : Real and True (Future & Miley Cyrus featuring Mr Hudson)

### Clips
- 2009 : Supernova (featuring Kanye West) - réal. Jonas Euvremer et François Rousselet
- 2009 : White Lies - réal. Nabil Elderkin
- 2009 : Young Forever (featuring Jay-Z) - réal. Anthony Mandler

## Récompenses
- Q Awards 2009
  - Q awards - Best Breakthrougth Act - Remporté
- MOBO Awards 2009
  - Best UK Act - Nommé
  - Best Video "Supernova" - Nommé
- UMA Awards UK & France 2009
  - Best Collaboration ft Kanye West - "Supernova" - Nommé
  - Best Newcomer - Nommé
  - Best R&B Act - Nommé